# Justicia pectoralis
Justicia pectoralis är en akantusväxtart som beskrevs av Nikolaus Joseph von Jacquin. Justicia pectoralis ingår i släktet Justicia och familjen akantusväxter.

## Underarter
Arten delas in i följande underarter:
- J. p. macrophyllus
- J. p. ovata

## Bildgalleri

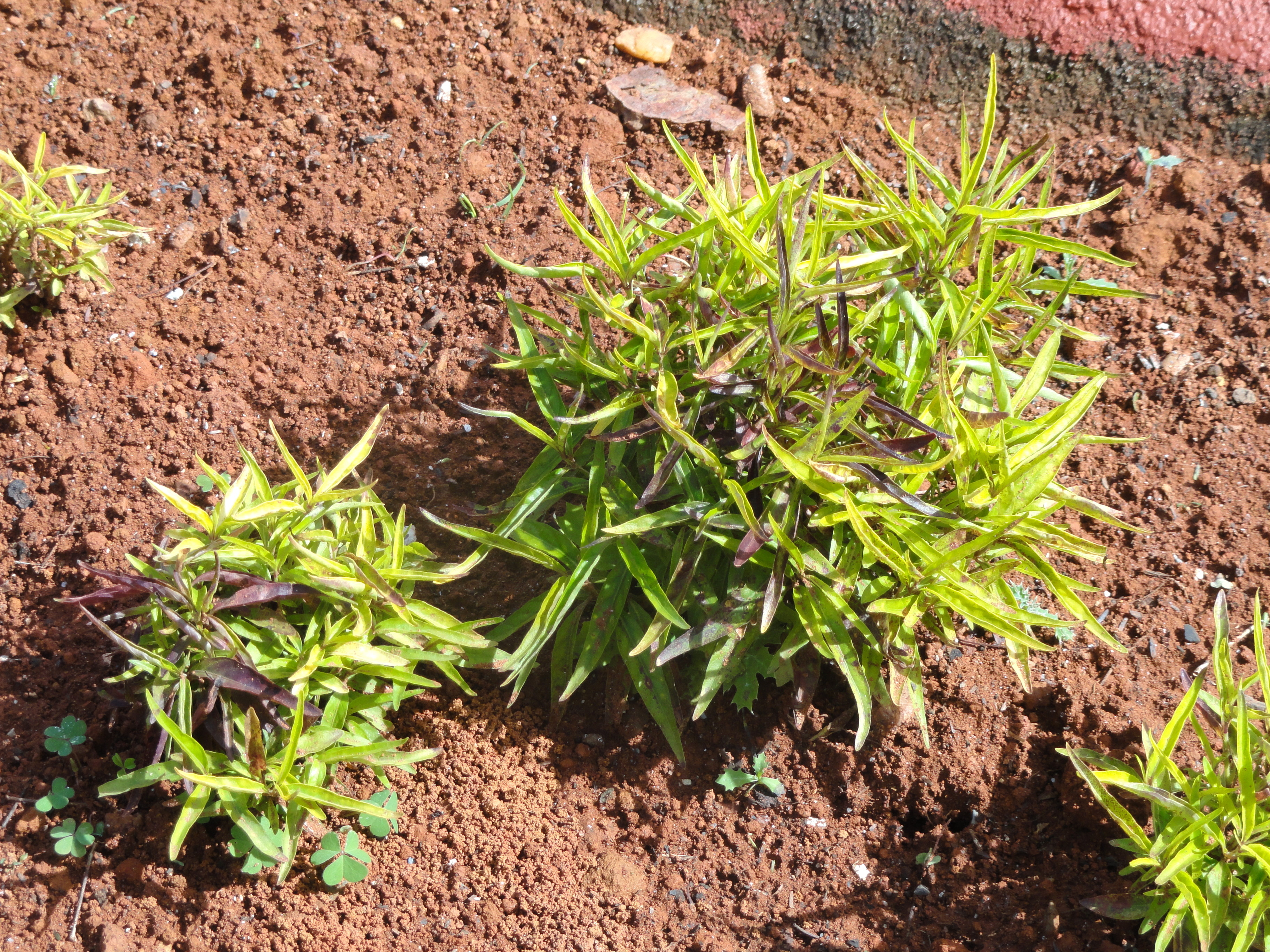